# O’Connell Bridge
Die O’Connell Bridge (irisch: Droichead Uí Chonaill) ist eine Straßenbrücke, die den Fluss Liffey in der irischen Hauptstadt Dublin überspannt. Sie verbindet die O’Connell Street im Norden der Stadt mit der D’Olier Street und der Westmoreland Street im Süden.
Der ursprüngliche Name der Brücke war Carlisle Bridge (nach dem Lord Lieutenant of Ireland Frederick Howard, 5. Earl of Carlisle). Ihr Bau nach einem Entwurf von James Gandon wurde 1791 begonnen. 1792 wurde sie für Fußgänger, 1794 für Fuhrwerke freigegeben.
Ursprünglich schmaler und in der Mitte höher als an den Enden, entschloss man sich 1879 aufgrund von erhöhtem Verkehrsaufkommen die Brücke zu verbreitern, einzuebnen und an die Sackville Street (heute: O’Connell Street) anzupassen. Die Brücke ist heute 50 m breit und somit breiter als lang. Bei der Wiedereröffnung 1882 wurde die Brücke umbenannt in O’Connell Bridge nach Daniel O’Connell, dessen Denkmal am Nordende der Brücke steht.
Es gibt in Dublin eine zweite O’Connell Bridge; ein Fußgängerüberweg, der den kleinen See im St. Stephen’s Green überspannt.